# Ленино (Александро-Невский район)
Ленино — село Александро-Невского района Рязанской области России, входит в состав Борисовского сельского поселения.

## Географическое положение
Село расположено в 12 км на запад от центра поселения деревни Борисовка и в 13 км на юго-запад от райцентра посёлка Александро-Невский.

## История
Комаровка в качестве деревни входила в состав прихода к селу Новотишевому. В 1882 году в селе Зенкине была куплена и поставлена деревянная церковь в честь Архангела Михаила.
В XIX — начале XX века село входило в состав Новотишевской волости Раненбургского уезда Рязанской губернии. В 1906 году в селе было 197 дворов.
С 1929 года село являлось центром Ленинского сельсовета Новодеревенского района Рязанского округа Московской области, с 1937 года — в составе Рязанской области, с 2005 года — центр Ленинского сельского поселения, с 2017 года — в составе Борисовского сельского поселения.

## Население
| 1859 | 1897  | 1906  | 2010 | 2023 |
| ---- | ----- | ----- | ---- | ---- |
| 969  | ↗1328 | ↗1592 | ↘615 | ↘496 |

## Инфраструктура
В селе имеются Ленинская средняя общеобразовательная школа, детский сад, дом культуры, фельдшерско-акушерский пункт, отделение почтовой связи.